# Postrock
Postrock is een vorm van experimentele rock, die zich typeert door het vermijden van traditionele songstructuren, en het gebruik van minder populaire instrumenten (vaak cello, trompet of viool), of door een onconventioneel gebruik van instrumenten. 
Postrock-werken zijn vaak instrumentaal, en creëren regelmatig lange nummers.

## Geschiedenis
Het genre ontstond in de indie- en undergroundmuziekscene van de jaren 1980 en vroege jaren 1990. Vanwege het verlaten van rockconventies lijkt het echter vaak weinig op hedendaagse indierock, in plaats daarvan ontleent het inspiratie uit verschillende bronnen, waaronder ambient, elektronica, jazz, krautrock, dub en minimalistisch klassiek.
De bands Talk Talk en Slint worden als een van de grondleggers gezien.
De term postrock werd bedacht door journalist Simon Reynolds in een recensie van het album Hex uit 1994 van de band Bark Psychosis.
Bekende bands in het genre zijn Godspeed You! Black Emperor, Explosions in the Sky, This Will Destroy You, Do Make Say Think, Mono, 65daysofstatic, Mogwai.

## Kenmerken
Postrock composities maken vaak gebruik van herhalende akkoorden, en subtiele veranderingen met een extreem breed scala aan dynamiek.
Vaak zijn er wisselingen tussen hard en zacht. Postrock kenmerkt zich ook door de opbouw naar crescendo's, en orde en chaos.
Postrock is vaak instrumentaal. Een grote uitzondering daarop is de IJslandse band Sigur Rós, welke een zelf 'verzonnen' koeterwaals zingt, onder de noemer 'Hopelandic'.